# Paul Randall
Paul Randall (Sefton, 16 febbraio 1958) è un ex calciatore inglese, di ruolo attaccante.

## Carriera
Dal 1974 al 1977 gioca nei semiprofessionisti del Glastonbury Town e, dopo una breve parentesi al Frome Town, nell'estate del 1977 si trasferisce ai Bristol Rovers, club di seconda divisione, con cui nella stagione 1977-1978 all'età di 19 anni esordisce tra i professionisti. Nella sua prima stagione tra i professionisti Randall gioca subito da titolare, realizzando 20 reti in 31 partite di campionato. L'anno seguente realizza invece 13 reti in 21 partite in campionato, più un gol in 3 partite nella Coppa anglo-scozzese (ed in più gioca anche 2 partite in Coppa di Lega, senza segnare): a stagione in corso viene ceduto per 180000 sterline allo Stoke City, altro club di seconda divisione, con cui nella seconda parte del campionato totalizza 5 reti in 20 presenze, contribuendo così alla promozione in prima divisione delle Potteries (e terminando il campionato cadetto con 41 presenze e 16 reti totali).
Nella stagione 1979-1980 gioca in totale 19 partite (16 nel campionato di First Division, una in FA Cup e 2 in Coppa di Lega) e realizza un'unica rete, in Coppa di Lega; l'anno seguente, pur restando in rosa, continua ad essere una riserva: gioca infatti 12 partite (10 in campionato e 2 in Coppa di Lega) e segna 2 reti, entrambe in campionato. A stagione in corso, nel gennaio del 1981, viene ceduto per 55000 sterline ai Bristol Rovers, suo ex club: qui, nella seconda parte della stagione mette a segno 3 reti in 15 presenze, insufficienti per evitare la retrocessione in terza divisione del club. Randall rimane quindi per i successivi 5 anni in terza divisione con i Rovers, giocando da titolare fisso nelle prime 4 stagioni (mai meno di 32 presenze in ciascuno dei campionati tra il 1981 ed il 1985) e segnando anche con buona regolarità (l'unica stagione chiusa sotto la doppia cifra di reti segnati è la 1983-1984 in cui realizza 6 reti); nella stagione 1985-1986 perde invece il posto da titolare, totalizzando 17 presenze e 2 reti: viene quindi ceduto dopo complessive 184 presenze e 61 reti in campionato allo Yeovil Town, club di Isthmian League (sesta divisione). Con i Bristol Rovers in totale ha segnato 107 reti in 277 presenze ufficiali (236 presenze e 94 reti in campionato, 13 presenze e 4 reti in FA Cup, 21 presenze ed 8 reti in Coppa di Lega, 4 presenze nel Football League Trophy e 3 presenze ed una rete nella Coppa anglo-scozzese), ed è stato per quasi un decennio uno dei giocatori più rappresentativi del club.
Con lo Yeovil Town nell'arco di 3 stagioni totalizza 101 presenze e 50 reti, riuscendo a conquistare una promozione in quarta divisione nella sua penultima stagione di permanenza nel club; passa quindi al Bath City, con cui gioca per altri 4 anni in Football Conference (il più alto livello della piramide calcistica inglese al di fuori della Football League, in cui già aveva giocato nella sua ultima stagione allo Yeovil Town). Si ritira definitivamente nel 2000, dopo aver giocato per altri 7 anni (5 dei quali nel Wells City) con vari club semiprofessionistici.

## Palmarès

### Club

#### Competizioni nazionali
- Isthmian League: 1

Yeovil Town: 1987-1988